# Wings电子竞技俱乐部
Wings电子竞技俱乐部（Wings Gaming，又称“Wings战队”、“护国神翼”）是一支来自中国重庆的《Dota 2》电子竞技队伍。因为在2016年的DOTA2国际邀请赛上获得冠军而受到广泛关注。
2017年4月，Wings俱乐部的5名DOTA 2战队的冠军成员宣布与俱乐部解约。

## 离队封杀事件
2017年4月，Wings战队将DOTA2客户端中的战队名称变更成了Team Random，后战队成员褚泽宇、周扬、张睿达在微博上称Wings老板接连拖欠战队成员的工资，并没有给出信服理由，最终他们通过法律手段和Wings俱乐部解除劳动合同，并创建新战队Team Random。
2017年5月17日，战队成员李鹏称队伍因未与WINGS俱乐部正式解约并组建Random战队参加基辅特锦赛，遭到了D.ACE封杀，五人永久禁赛。褚泽宇指责张睿达和张懿萍联系ehome违规操作和谢周雨（Wings战队老板）合作转会加入Ehome。李鹏在微博上晒出张懿萍的一封道歉信，信中张懿萍称和张睿达想诚心诚意解决事情并继续打比赛并和俱乐部和解，但和其他三位队友沟通后大家未达成共识，因此与张睿达决定退出Team Random，并恳请联盟接受他的道歉，他同意与原俱乐部和解。
同天，IG副总裁Mintyblue藏马发微博称Wings俱乐部与队员签署应该是一份标准的劳务合同，没有使用ACE联盟标准合同进行签约，队员单方面解除了劳务合同与联盟制度是相悖。之后参与会议的几方对队员私自离队表示深恶痛绝，通过进行投票，几乎所有俱乐部都同意对五名选手做出禁赛和抵制的处罚，而Ehome和Wings队员有沟通，想签下他们。
2017年5月18日，褚泽宇透露战队五人已消除误会。Random战队微博发表文章《Seeyou》，称五人组队已成往事。而D.ACE负责人廉洁回复称并未做出任何处罚。
2017年5月24日，D.ACE称EHome在引入原Wings俱乐部选手张睿达（Faith_bian）、张懿萍（y`）的过程，及其他选手的转会交易存在严重违规行为，在D.ACE联盟交涉后EHome俱乐部没有对违规行为做出解释，因此取消EHOME电子竞技俱乐部旗下EHOME战队及EHOME.KEEN战队的联盟成员资格。
2017年5月26日，D.ACE公布关于Wings俱乐部及五名选手纠纷处理结果及处罚通告，选手褚泽宇（Shadow）、周扬（跳刀跳刀丶）、李鹏（ICEICE）与WINGS俱乐部双方自愿达成解约，暂由D.ACE代管，罚款合同约定一个月工资金额，并禁赛三名选手TI7后5个俱乐部参与赛事的出场资格。而张睿达（Faith_bian）、张懿萍（y丶innocence）放弃联盟调解，将以私下调解与WINGS俱乐部解决纠纷，但两名选手无法成为联盟注册选手，直到向联盟提交加入申请为止。
最终，张懿萍和张睿达加入EHOME战队，褚泽宇联合两仪落、Sen、JDH、LPC组建战队“EcliPSe”，周扬和李鹏组成战队“DanGo”。

## 相关奖项
2016年12月，Wings俱乐部获得了“中国十佳劳伦斯奖”的“最佳非奥运动员奖”的提名，这是首次有电子竞技队伍获得该奖项的提名。
2016年12月游戏大奖上，Wings俱乐部获得了“年度电子竞技战队”的提名。

## Dota 2赛事成绩

### 2015年
- Dota 2亚洲邀请赛（英语：Dota 2 Asia Championships） - 第17–20名
- 世界电子竞技大赛 - 殿军

### 2016年
- ESL One 马尼拉站（英语：ESL One Manila 2016） - 冠军
- 2016年马尼拉特级锦标赛 - 第13–16名
- 第二届南洋杯DOTA2国际锦标赛 - 亚军
- The Summit 5巅峰联赛 - 冠军
- DOTA2国际邀请赛 - 冠军
- 南洋杯邮轮站 - 冠军
- Northern Arena BEAT 邀请赛 - 冠军
- The Summit 5巅峰联赛 - 第4名
- 2016年波士頓特級錦標賽 - 第9–16名

### 2017年
- ESL One 云顶站 - 第3–4名